# 隠された記憶
『隠された記憶』（かくされたきおく、仏: Caché、英: Hidden）は、2005年に公開されたフランスの深層心理サスペンス映画。監督・脚本はミヒャエル・ハネケ。カンヌ国際映画祭で、監督賞など3部門受賞。

## ストーリー
テレビキャスターのジョルジュは、出版社に勤める妻･アンヌと息子･ピエロと共に順風満帆な「成功した人生」を送っていた。しかし、ある時そのジョルジュの元に奇妙なビデオテープが送られて来る。それは、ジョルジュの自宅を外から長時間にわたって隠し撮りしたものであった。当初は単なる悪戯と考えていたジョルジュだったが、その後もビデオテープは送られて来る。2度目には子供の落書きのような血を吐く子供の絵が添えられ、同じ絵がジョルジュの周りの人物にまで送られる。繰り返される不気味な出来事に、ジョルジュとアンヌは不安を募らせていく。
そして、3度目のテープには、走る車の中からジョルジュの実家を映した映像と共に首を斬られた鶏の絵が添えられていたことから、ジョルジュは心の奥深くに封印し、すっかり忘れていた「過去の罪」を思い出す。
40年以上前の1961年、ジョルジュが6歳だった頃、使用人として働いていたアルジェリア人夫婦がアルジェリア独立運動のデモに参加して亡くなる。ジョルジュの両親は遺された息子マジッドを養子にすることを決めるが、それがどうしても嫌だったジョルジュは、マジッドを騙して鶏を殺させるなどして凶暴で残酷な子供であるかのように見せかけ、両親に告げ口してマジッドが施設に送られるように仕向けていたのだ。
テープに写されていた映像に導かれてマジッドの住む団地にやって来たジョルジュはマジッドを厳しく問いつめるが、マジッドは何も知らないと言う。マジッドは本当に何も知らない様子なのだが、ジョルジュはマジッドによる脅迫だと決めつけ、彼を激しく脅す。ところが、その様子を隠し撮りした映像がアンヌだけでなく、ジョルジュの職場の上司にも送りつけられたことで、ジョルジュはますます精神的に追いつめられて行く。更に息子ピエロが行方をくらます事件が起きる。マジッドが誘拐したと思い込んだジョルジュは警官を連れてマジッドの部屋に押し掛ける。しかし、ピエロは母アンヌの不倫に怒って友人の家に黙って泊まっていただけだった。そんなある日、ジョルジュはマジッドに呼び出される。マジッドはジョルジュを部屋に入れると、ビデオとは何の関係もないと言い、自ら喉を切って死んでしまう。激しいショックでその場を逃げ出したジョルジュだったが、アンヌに事情を話して警察に届ける。それからしばらくして、マジッドの息子がジョルジュの職場に押し掛ける。自分は悪くないと取り乱すジョルジュを前に、マジッドの息子は、自分がビデオとは関係がないこと、ジョルジュのせいで施設送りとなった父マジッドが苦労して自分を育ててくれたことを語るとともに、ジョルジュが心の中に疾しいものを抱えていることを鋭く指摘する。
ピエロの学校の出入り口を遠くから写した映像が流れる。そこにはマジッドの息子とピエロが親しげに何かを話している様子が写っていた。

## キャスト
- ジョルジュ・ローラン - ダニエル・オートゥイユ： テレビキャスター。
- アンヌ・ローラン - ジュリエット・ビノシュ： ジョルジュの妻。
- マジッド - モーリス・ベニシュー（フランス語版）： アルジェリア人男性。
- ジョルジュの母親 - アニー・ジラルド
- ピエロ・ローラン - レスター・マクドンスキ： ジョルジュとアンヌの息子。
- テレビ局の局長 - ベルナール・ル・コク（フランス語版）： ジョルジュの上司。
- マジッドの息子 - ワリッド・アフキ（フランス語版）
- ピエール - ダニエル・デュヴァル： アンヌの勤先の社長。アンヌの愛人。
- マチルド - ナタリー・リシャール（フランス語版）： ピエールの妻。

## 製作
ミヒャエル・ハネケは本作品で初めてHDビデオによる撮影を行った。またこの映画は映画音楽をまったく使用していない。